# Claudio Argentieri
Claudio Argentieri (Cerreto di Spoleto, 1891 – Roma, 1956) è stato un editore italiano.
Fu attivo a Spoleto per un lungo periodo, dal 1921 al 1940. Raggiunse la notorietà nel 1924 con un'edizione lussuosa dei Fioretti di San Francesco.